# Marija Alexandrowna Lochwizkaja

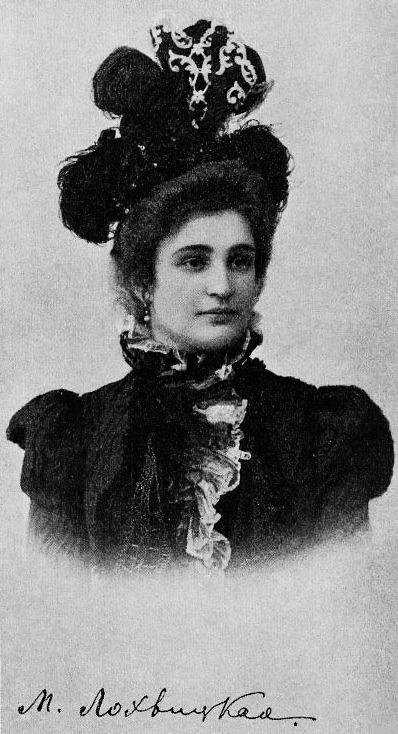
Marija Alexandrowna Lochwizkaja (1901)

Marija Alexandrowna Lochwizkaja (russisch Мария Александровна Лохвицкая; * 19. Novemberjul. / 1. Dezember 1869greg. in St. Petersburg; † 27. Augustjul. / 9. September 1905greg. ebenda) war eine russische Dichterin. Für ihre literarischen Arbeiten benutzte sie das Pseudonym Mirra Lochwizkaja (russisch Мирра Лохвицкая).

## Leben
Lochwizkajas Eltern waren der adlige Rechtsanwalt Alexander Wladimirowitsch Lochwizki und seine französische Frau Warwara Alexandrowna geborene Hoer, die sich für Literatur begeisterte. 1874 zog die Familie nach Moskau um. 1882 trat Lochwizkaja als Internatsschülerin in die Alexander-Bürgerschule ein (das spätere Moskauer Alexander-Institut). Im Alter von 15 Jahren begann sie Gedichte zu schreiben, und ihr Talent fiel sogleich auf. Kurz vor Abschluss ihrer Schulausbildung veröffentlichte sie mit Genehmigung der Schulleitung eine Broschüre mit zwei Gedichten. 1888 schloss sie ihre Ausbildung als zertifizierte Hauslehrerin ab und kehrte nach St. Petersburg zurück zu ihrer Mutter, die 1884 nach dem Tode ihres Mannes nach St. Petersburg zurückgekehrt war.
Lochwizkaja debütierte 1889 mit Gedichten in der St. Petersburger Zeitschrift Sewer. Es folgten Veröffentlichungen im Sewerny Westnik und anderen Zeitschriften. Sie unterschrieb ihre Werke zunächst mit M. Lochwizkaja und dann mit Mirra (Myrrhe) Lochwizkaja. Mit diesem Namen wurde sie auch bald von ihren Freunden und Bekannten angesprochen. Zu ihren Bekannten gehörten Wsewolod Sergejewitsch Solowjow, Ieronim Ieronimowitsch Jassinski, Wassili Iwanowitsch Nemirowitsch-Dantschenko, Apollon Apollonowitsch Korinfski, Pjotr Petrowitsch Gneditsch und Wladimir Sergejewitsch Solowjow sowie der Sibirienforscher Nikolai Lwowitsch Gondatti. 1891 heiratete Lochwizkaja den Bauingenieur Jewgeni Ernestowitsch Gibert, Sohn des französischen Architekten und Datschennachbarn in Oranienbaum Ernest Gibert. Ein Jahr später verließ das Paar St. Petersburg und lebte zunächst in Jaroslawl und dann in Moskau. Sie bekamen fünf Söhne: Michail (1891–1967 Suizid), Jewgeni (1893–1942), Wladimir (1895–1941), Ismail (1900–1924 Suizid) und Waleri (* 1904). Diskutiert wurde Lochwizkajas Beziehung zu Konstantin Dmitrijewitsch Balmont, den sie vermutlich 1895 auf der Krim kennenlernte.
1896 veröffentlichte Lochwizkaja ihren ersten Gedichtsammelband und erhielt ein Jahr später den Puschkin-Preis der Kaiserlichen St. Petersburger Akademie der Wissenschaften. Zurück in St. Petersburg fühlte sie sich an Haus und Kinder gebunden und trat selten in der Öffentlichkeit auf. Auch in Konstantin Konstantinowitsch Slutschewskis Literaturkreis kam sie nur selten wegen eigener Krankheit oder Krankheit der Kinder. Von den Symbolisten stand ihr Fjodor Sologub am nächsten. Zu ihren Freundinnen gehörte Isabella Arkadjewna Grinewskaja. In dieser Zeit war Lochwizkaja unter den Dichtern ihrer Generation praktisch die einzige auch kommerziell erfolgreiche Person. Lew Nikolajewitsch Tolstoi beurteilte ihre frühen Gedichte mit Nachsicht. 1900 erschien ihr dritter Sammelband mit neuen Gedichten und drei dramatischen Werken. Ein vierter Sammelband folgte, und der fünfte erschien nach ihrem Tode 1905. Michail Ossipowitsch Gerschenson beschrieb in einer Rezension das mystische Suchen der Dichterin. Lochwizkajas Gedichte sind im Internet zu finden. Lochwizkaja wird als wichtige Vertreterin des Silbernen Zeitalters der russischen Literatur angesehen und als Wegbereiterin für Anna Andrejewna Achmatowa und Marina Iwanowna Zwetajewa.
In den späten 1890er Jahren verschlechterte sich Lochwizkajas Gesundheitszustand. Sie klagte über Herzschmerzen, Depressionen und Alpträume. Die Sommer verbrachte sie auf der Datsche im Großfürstentum Finnland. Gegen die Schmerzen nahm sie zu Morphiuminjektionen Zuflucht. Sie starb in der St. Petersburger Bechterew-Klinik an Diphtherie und Morbus Basedow.
Lochwizkajas Geschwister waren der ältere Generalleutnant Nikolai Alexandrowitsch Lochwizki und die jüngere Dichterin Nadeschda Alexandrowna Lochwizkaja (Teffi).